# 손쇼 입도친왕
손쇼 입도친왕(일본어: 尊性入道親王 そんしょう にゅうどうしんのう[*], 게이초 7년 6월 17일 (1602년 8월 4일) - 게이안 4년 3월 22일 (1651년 5월 11일))은 에도 시대 전기의 입도친왕이다. 고요제이 천황의 5황자로, 어머니는 텐지 히노 테루코이다. 아명은 이츠노미야 (五宮), 휘는 토시아츠 (毎敦), 법명은 손쇼 (尊性)이다.
친왕 선하를 받은 후에 출가하였으므로, 신위는 입도친왕이 맞지만, 이를 출가 후에 친왕 선하를 받은 법친왕과 혼동하여 "손쇼 법친왕"이라 한 문헌도 예로부터 많이 존재한다. 그러나, 가마쿠라 시대에 같은 법명을 사용한 천대좌주인 손쇼 법친왕이 있으므로 주의가 필요하다.

## 생애
게이초 12년 (1607년) 3월에 장래에 출가를 전재로 다이카쿠지에 들어갔다. 게이초 18년 (1613년) 3월에 고미즈노오 천황으로부터 친왕 선하를 받고, 토시아츠 친왕 (毎敦親王)으로 칭했다. 이듬해 12월에, 쿠세이 입도친왕(空性入道親王)을 계사로 하여 득도하고, 법명을 손쇼(尊性)로 칭했다. 겐나 7년 (1621년), 2품에 올랐다. 간에이 12년 (1635년)에 동사장자 (법무)가 되었다.
와카나 꽃꽂이를 좋아했다. 또, 각지를 여행해, 간에이 2년 (1625년)에는 에도로 내려갔고, 간에이 6년 (1629년)에는 고야산에 올랐고, 간에이 15년 (1638년)에는 시코쿠팔십팔개소를 순례했다.
게이안 4년 (1651년), 50세의 나이로 중풍으로 사망했다. 부츠보신지노미야(仏母心寺宮)의 호를 수여받았다. 묘소는 다이가쿠지 북쪽에 있는 다이가쿠지 궁묘지에 있다.